# Johannes Aepinus

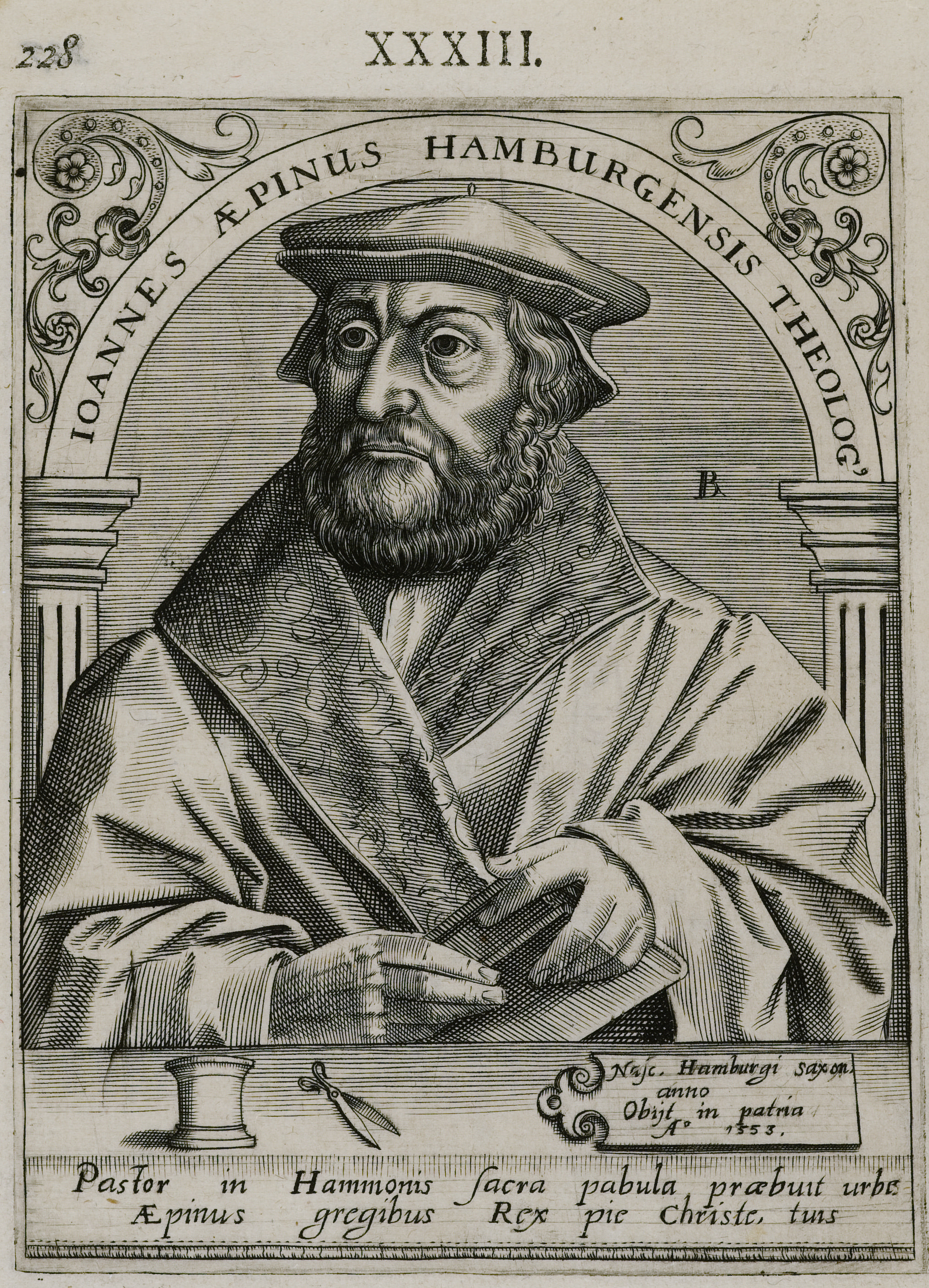
Johannes Aepinus, Kupferstich von 1553

Johannes Aepinus auch: Johann Hoeck, Huck, Hugk, Hoch oder Äpinus (* um 1499 in Ziesar; † 13. Mai 1553 in Hamburg) war ein deutscher evangelischer Theologe und Reformator.

## Leben

### Werdegang zum Reformator
Aepinus wurde als Sohn des Ratsherrn Hans Hoeck im brandenburgischen Ziesar 1499 geboren. Bereits in früher Jugend trat er in das Prämonstratenserkloster Belbuck bei Treptow an der Rega ein. Unter seinen Lehrern Johannes Bugenhagen und Hermann Bonnus genoss er eine Ausbildung in den alten Sprachen und betrieb erste theologische Studien. 1518 ging er nach Wittenberg, wo er sich an der Universität am 1. Oktober immatrikulierte. Durch seine Lehrer Martin Luther und Philipp Melanchthon wurde er bald mit den Ideen der Reformation vertraut gemacht und erwarb am 13. März 1520 den akademischen Grad des Baccalaureus.
Im Anschluss an seine Studien ging er in seine Heimat zurück und wurde Vorsteher einer Schule in Brandenburg. Dabei vertrat er die evangelische Lehre und zog sich damit die Feindschaft des Kurfürsten Joachims I. von Brandenburg zu, der ihn auf Betreiben seiner theologischen Gegner verfolgte und gefangen setzte. Als er durch Freunde der Gefangenschaft entfliehen konnte, war ihm eine Rückkehr in die Mark Brandenburg verwehrt.
Vermutlich in den sächsischen Raum zurückgekehrt, gräzisierte Hoeck auf Anraten Melanchthons seinen Namen zu Aepinus (= Αἰπινός = Hoch). Aus dem Exil zurückgekehrt unterrichtete Aepinus in Greifswald und Stralsund. In Stralsund wurde er 1524–1528 Rektor einer Privatschule auf dem St. Johanniskirchhof. Vom Rat der Stadt Stralsund wurde Aepinus mit der Ausarbeitung einer evangelischen Kirchenordnung beauftragt, die am 5. November 1525 eingeführt wurde und als erste evangelische Kirchenordnung bekannt ist.
Im April 1529 kam es in Flensburg zur Flensburger Disputation mit dem Täufer Melchior Hofmann über die Abendmahlslehre. Hierbei zog Johannes Bugenhagen Aepinus hinzu. Als Bugenhagen im Juni 1529 in Hamburg das Kirchenwesen reformiert hatte, wurde Aepinus zum ersten Pastor an St. Petri berufen, nachdem vom Sommer 1528 bis Mai/Juni 1529 Bugenhagens Freund Johannes Boldewan, als Pastor von Belzig für diese Zeit beurlaubt, Prediger an St. Petri gewesen und dann nach Belzig zurückgekehrt war, wo er in der Adventszeit 1533 starb. In Hamburg widersetzte sich das Domkapitel heftig der Reformation, so dass Aepinus mit zwei Schriften, die er dem Rat der Stadt widmete, entgegenwirkte. Darin wurden die päpstlichen Irrlehren aufgeführt, die Epitome des lutherischen Glaubens propagiert und eine Auseinandersetzung über das rechte Verständnis der Abendmahlslehre geführt.
Im Zuge der Reform des Kirchen- und Schulwesens in Hamburg hatte Bugenhagen eine Kirchenordnung entworfen, die am 15. Mai 1529 angenommen wurde. Darin wurde auch ein Superintendent für Hamburg gefordert. Für diesen sah die Kirchenordnung eine bedeutende Lehr- und Predigttätigkeit für die Stadt vor sowie das Vorschlags-, Aufsichts- und Disziplinarrecht für alle Ämter im Kirchen- und Schuldienst Hamburgs. Dieses Amt sollte von einer qualifizierten Person besetzt werden, die den akademischen Grad eines Doktors der Theologie besaß. Am 18. Mai 1532 wurde Aepinus zum ersten Hamburger Superintendenten ernannt. Mit der Superintendentur übernahm er zugleich die Stelle eines Pastors und Lektor primarius am Dom.
Da Aepinus nur den akademischen Grad eines Baccalaurus besaß, wandte er sich nach Wittenberg. Dort erwarb er am 17. Juni 1533 in einer Disputation über Melanchthons Thesen den akademischen Grad eines Lizentiaten. Am darauf folgenden Tage, dem 18. Juni, wurde er zusammen mit Johannes Bugenhagen und Caspar Cruciger in einem feierlichen Akt zum Doktor der Theologie promoviert. Der Kurfürst Johann Friedrich von Sachsen hatte die Promotionskosten erstattet und wohnte ebenso wie Martin Luther dem feierlichen Akt bei, dem sich ein Festmahl im Schloss von Wittenberg anschloss.
Aepinus hatte in den folgenden Jahren an den für Staat und Kirche zu treffenden wichtigen Beschlüssen wesentlichen Anteil. Er trat nun bald in Glaubens- und Lehrfragen innerhalb der gesamten lutherischen Kirche in Deutschland hervor. In der Stadt Hamburg wurde sein Verhandlungsgeschick immer wieder vom Rat in Anspruch genommen. Noch dauerte der Streit mit dem Domkapitel an und konnte nicht beigelegt werden. Am 7. Juli 1533 erging ein Urteil des Reichskammergerichts gegen die Stadt Hamburg, mit dem das kaiserliche Strafmandat von 1528 bestätigt wurde. Die dadurch entstandene Situation führte zum Beitritt Hamburgs am 25. Januar 1536 in den Schmalkaldischen Bund.
Mit einer Delegation des Rats der Stadt Hamburg reiste Aepinus an den Hof Heinrichs VIII. von England, wo er an Verhandlungen zu Angelegenheiten der Ehescheidung des Königs und der Neuordnung der kirchlichen Verhältnisse in England teilnahm. Aepinus verwehrte jedoch Heinrich VIII. das erhoffte positive theologische Gutachten zur Ehescheidung und musste erleben, dass während seines Aufenthaltes bei den Parlamentsverhandlungen, die dann 1534 zur Suprematsakte führten, mit keinem Wort von Glaubensangelegenheiten die Rede war. Vielmehr ging es letztlich nur um die Frage der Suprematie und die Einziehung der Kirchengüter. Aepinus, der Heinrich VIII. zwei Exemplare der Apologie der Confessio Augustana überreicht hatte, verließ London enttäuscht im Januar 1535.
Als er nach Hamburg zurückkehrte, waren die norddeutschen Städte durch die Errichtung der Täuferherrschaft in Münster beunruhigt. Daher widmete Aepinus sich der Stärkung der norddeutschen Kirchen gegen die radikalen Täufer. Am 15. April 1535 fand in Hamburg die erste evangelische Synode Niedersachsens statt, auf welcher die Städte Hamburg, Lübeck, Bremen, Lüneburg, Rostock und Stralsund vertreten waren. Dabei wurde beschlossen, keinen Prediger auf die Kanzel zu lassen, der nicht nach dem Augsburger Bekenntnis und der Apologie geprüft war und sich durch Unterschrift verpflichtet hatte, nur die lutherische Lehre zu verkündigen. Nach Ergreifung und peinlichem Verhör wurden einige Täufer auf Fürsprache der Prediger mit der Verweisung aus der Stadt bestraft.
Im Februar 1537 berieten die evangelischen Vertreter auf dem Bundestag in Schmalkalden über ihre eventuelle Teilnahme an dem von Papst Paul III. für Mai 1537 nach Mantua ausgeschriebenen Konzil. Aepinus nahm an den Verhandlungen teil und unterschrieb für Hamburg die Schmalkaldischen Artikel und den Tractatus de potestate et primatu papae.
Auch verfasste Aepinus 1539 für Hamburg eine neue Kirchenordnung, da die erste Kirchenordnung Bugenhagens praktische Probleme aufwies. Da es jedoch bei dieser ausgearbeiteten Kirchenordnung zu Meinungsverschiedenheiten mit dem Rat der Stadt kam, wurde diese nicht durchgesetzt. Auch für das Amt Bergedorf arbeitete Aepinus eine Kirchenordnung aus, die 1544 in Kraft trat. 1552 erhielt Buxtehude eine Kirchenordnung, die ebenfalls von Aepinus ausgearbeitet worden war.
In den Folgejahren wurde Aepinus von seinen evangelischen Glaubensbrüdern bei theologischen Fragen und den daraus folgenden politischen Handlungsstrategien immer zu Rate gezogen. Als 1538 in Braunschweig und später in Hamburg in Anwesenheit König Christians III. von Dänemark verhandelt wurde, war Aepinus daran beteiligt, um die drohende Kriegsgefahr, die durch die Gründung des Nürnberger Bundes entstanden war, abzuwenden. 1546 kam es jedoch nach dem ergebnislosen Regensburger Religionsgespräch zum Schmalkaldischen Krieg. 1552 unternahm Aepinus Reisen nach Kopenhagen, Rostock und Lübeck, wo der Rat des Hamburger Superintendenten in kirchlichen und theologischen Fragen begehrt wurde.
Am 13. Mai 1553 starb Aepinus und wurde vor dem Altar der Sankt-Petri-Kirche beigesetzt.

### Wirken als Theologe
Als Aepinus Hauptpastor in Hamburg wurde, verfügte die Stadt über 15000 bis 20000 Einwohner. In vier Kirchspielen fanden wöchentlich 80 Gottesdienste statt, die abwechselnd von ihm selbst, den übrigen Pastoren und Kaplänen abgehalten wurden. Seit 1534 predigte Aepinus an der Sankt-Petri-Kirche, und mit der Übernahme der Superintendentur standen ihm alle Kanzeln der Stadt zur Verfügung, von denen er besonders auf der Domkanzel predigte. In seinen Predigten und Schriften nahm er zu praktisch-theologischen Fragen Stellung: zur Form der kirchlichen Trauung, zur Kirchenzucht und wie „gottlose Leute mit christlichen Psalmen und Gesängen zu begraben [seien], die sie im Leben verachtet haben“. Als Lektor am Dom hielt er regelmäßig Vorlesungen für Gelehrte und Prediger in lateinischer Sprache.
Bekannt geworden sind Aepinus’ Psalmenauslegungen (1544), denen die Auslegung des 16. Psalms durch den daran entbrannten Streit um die Lehre von der Höllenfahrt Christi innerhalb der Dogmengeschichte besondere Publizität erlangt hat und lange auch zum ikonographischen Programm der christlichen Kunst gehörte. Seine Gegner führten ins Feld, dass der Reformator bereits 1533 in einer Predigt zu Torgau die gängige dogmatische Auffassung der Höllenfahrt dargestellt hatte, ohne sich allerdings darüber auszulassen, „wie aber solches möge zugegangen sein“. 1548 begann ein Streit Hamburger Pastoren, wobei es zu maßlosen Polemiken und gegenseitiger Verketzerung kam. Der Rat der Stadt schaltete sich ein und forderte 1550 von Melanchthon ein Gutachten, das mit größter Vorsicht und Milde abgefasst wurde und verlangte, dass die öffentliche Erörterung des strittigen Artikels von der Kanzel herab zu unterbleiben habe. Als die Gegner des Aepinus keine Ruhe gaben, wurden sie vom Rat ihrer Ämter entsetzt und aus Hamburg verwiesen. Ein Nachspiel fand der unglückselige Streit noch in den kaiserlichen Instruktionen für den Augsburger Reichstag 1555, in denen von einer zu Hamburg entstandenen neuen Sekte die Rede war, die über dem Streit von der Höllenfahrt Christi entstanden sei und die den Sakramentierern, Bilderstürmern und anderen gleichgestellt wurden. Aepinus gründete sich bei seiner Lehre von der Höllenfahrt, die er im Verlauf der Auseinandersetzung modifizierte, auf eine folgerichtig zu Ende gedachte Satisfaktionstheorie, wobei Christi Macht nur verborgen, nicht aber verloren gedacht wurde. Das Luthertum ist den Vorstellungen des Hamburger Superintendenten von der Höllenfahrt Christi, die eine engere Bindung an das mittelalterliche Weltbild zeigen, als das bei Luther der Fall ist, nicht gefolgt.
Hamburg wurde in die Niederlage des Schmalkaldischen Bundes mit hineingezogen. Wieder stand Aepinus dem Rat der Stadt zur Seite. Der Superintendent riet zum Frieden, ohne die Sache der Reformation preiszugeben: „Darum ist nötig, dass wir alles, was unser ist, lieber verlieren und im richtigen Bekenntnis der Wahrheit bleiben, als dass wir um dieses zeitlichen Gewinns willen etwas beginnen, was gegen unser Gewissen und unserer Seelen Seligkeit sein könnte“. Der entscheidende Widerstand gegen das aus den politischen Ereignissen her resultierende Augsburger Interim ging von Norddeutschland aus. Als sich lutherische Theologen aus Hamburg, Lübeck und Lüneburg in Mölln zusammen fanden, wurde Aepinus mit der Abfassung einer Gegenschrift betraut. In dieser Schrift (1548) widerlegt er das Augsburger Interim Punkt für Punkt. Melanchthon bezeichnete sie als das beste, was in dieser Sache geschrieben worden sei. Ähnlich äußerte sich Matthias Flacius. Im Anschluss an die Leipziger Artikel entstand ein Streit um die darin zugestandenen katholischen Zeremonien und Gebräuche. Aepinus, der mit seinem Brief an die Wittenberger Theologen 1549 Widerspruch gegen die Auffassung Melanchthons erhob und zusammen mit Joachim Westphal für die gebotene Bewahrung eines strengen lutherischen Standpunktes eintrat, hat in der Konkordienformel seine lehrmäßige Ausprägung gefunden und stand damit auf den Seiten der Gnesiolutheraner, ohne sich mit Melanchthon zu überwerfen.
In die theologischen Kontroversen, die Andreas Osianders Darstellung des Verhältnisses von Rechtfertigung und Heiligung hervorrief, griff Aepinus auf Veranlassung des Herzogs Albrecht I. von Brandenburg-Ansbach mit einer von ihm und Joachim Westphal verfassten Schrift (1552) ein.

## Nachwirkung
Valentin Ernst Löscher fasste 1719 sein Urteil über Aepinus in dem Satz zusammen: „Ein großer Mann zu seiner Zeit, und einer von den besten und treuesten Werkzeugen der Reformation“. Aepinus hat die Rechtfertigungs- und Sakramentslehre als Zentrum lutherischer Theologie gegenüber der römischen Kirche und allen innerevangelischen Abweichungen energisch bewahren geholfen. Seine theologischen Schriften, welchen auch von katholischer Seite Bedeutung zugestanden wurde, unterstreichen sein Wirken für die kirchenpolitische Reformation. Sein unbeirrbares Festhalten an den Grundlagen der lutherischen Kirche und Theologie war stets von Besonnenheit im Urteil und persönlicher Milde gekennzeichnet und zeigen das Bild der theologischen Auseinandersetzungen, die Aepinus zu führen hatte, und haben in die Bekenntnisbildung der lutherischen Kirche hineingewirkt.
Seiner kirchenorganisatorischen Tätigkeit kommt bleibende Bedeutung zu. Die von ihm verfasste Stralsunder Kirchenordnung von 1525 zeigt, wie sehr Aepinus das Ganze des vom christlichen Glauben her zu bestimmenden öffentlichen Lebens im Auge hatte. Kernpunkt und Mitte alles ordnenden Handelns waren dabei die auf das rechte Verständnis von Gesetz und Evangelium gegründete lutherische Lehre. Sie sollten nicht nur das Kirchen-, sondern auch das Schulwesen prägen, das für Knaben und Mädchen, für arm und reich bestimmt war. Dieser im weitesten Sinn soziale Charakter der Kirchenordnungen zeigt sich ebenso in den Vorschriften für die Armen- und Krankenfürsorge, für die Gefangenenseelsorge und in den Anweisungen für die Versorgung alter Mönche und Priester.
Aepinus hat durch sein Wirken einen Maßstab für das Amt des Superintendenten und dessen bischöflichen Charakter gesetzt. Diese Aufgabe hat Aepinus gegenüber dem Domkapitel, dem Rat und den Amtsbrüdern wahrgenommen. Als 1933 das Bischofsamt in der hamburgischen Landeskirche eingeführt wurde, war man sich bewusst, dabei an das von Bugenhagens Kirchenordnung vorgesehene Amt des Superintendenten anzuknüpfen. Auf Grund seines alle Bereiche des kirchlichen Lebens umfassenden Wirkens innerhalb der hamburgischen Kirche konnte E. Vogelsang sogar zu dem Urteil kommen, dass Aepinus der „eigentliche Reformator Hamburgs“ war, ohne damit Bugenhagens Verdienst zu schmälern.

## Ikonographie
In Hamburg befindet sich ein Gemälde eines unbekannten Malers aus dem 16. Jahrhundert in der St. Jacobikirche. Des Weiteren existiert in der Sakristei der Sankt-Petri-Kirche ein Gemälde aus dem 17. Jahrhundert eines ebenfalls unbekannten Meisters.
Des Weiteren ist ein Kupferstich von Christian Fritzsch bekannt, der bei Staphorst wiedergegeben ist. Johann Magdeburgius verfasste ein mit seinem Bildnis versehenes Epitaph (Hamburg 1553). Ein weiteres Bildnis, vermutlich von Balthasar Mentz, befindet sich in der Bildersammlung des evangelischen Predigerseminars der Lutherstadt Wittenberg.
Eine vermutete Darstellung auf dem Epitaphbildnis für Paul Eber „Der Weinberg des Herrn“ in der Stadtkirche der Lutherstadt Wittenberg lässt zwar eine gewisse Ähnlichkeit zu Aepinus erkennen. Derzeit ist jedoch die abgebildete Person Georg Major zugeordnet.

## Genealogie
Aepinus war zweimal verheiratet, seine erste Frau starb 1549 im Kindbett, ihr Name sowie der seiner zweiten Frau sind nicht bekannt. Aepinus hinterließ mehrere Kinder, darunter den Juristen Friedrich Aepinus. Unter seinen Nachfahren finden sich bekannte Theologen und Juristen, sowie der namhafte Mathematiker und Physiker Franz Ulrich Theodor Aepinus (1724–1802).

## Schriften
- Pinacidion de Romanae ecclesiae imposturis. Hamburg 1530
- Eine korte Underwysinge van deme Sacramente des Lyves unde des Blodes Christi … Hamburg 1530
- Benkentniss [!] unnd Erklerung auffs Interim durch der Erbarn Stedte Lübeck, Hamburg, Lüneburg etc. Superintendenten, Pastorn unnd Prediger zu Christlicher und notwendiger untterrichtung gestellet. Magdeburg, [ca. 1548], A 356 im VD 16. (Digitalisat)
- De justificatione hominis. (Frankf. 1551)
- Responsio ad confessionem Andreae Osiandri. 1552
- De rebus adiaphoris epistola … 1549
- Responsio Ministrorum … 1552
- Formula desponsationis …